# Whitney Battle-Baptiste
Whitney Battle-Baptiste ist eine US-amerikanische Anthropologin, die als Professorin an der University of Massachusetts Amherst forscht und lehrt. Sie ist die für 2023–2025 gewählte Präsidentin der American Anthropological Association (AAA).

## Leben
Battle-Baptiste hat einen Bachelor-Abschluss (Geschichte und Pädagogik) der Virginia State University, machte das Master-Examen (Geschichte) am College of William & Mary und wurde an der University of Texas at Austin zur Ph.D. in Anthropologie promoviert. Neben ihrer Professur an der University of Massachusetts Amherst ist sie dort Direktorin des W.E.B. Du Bois Center.
Ihre Forschung gilt hauptsächlich den Zusammenhängen von Rasse, Geschlecht, Klasse und Sexualität während und nach der Sklaverei.

## Schriften (Auswahl)
- Black feminist archaeology. Left Coast Press, Walnut Creek (California) 2011, ISBN 978-1-59874-378-4.:
- Herausgegeben mit Britt Rusert: W.E.B Du Bois's data portraits. Visualizing Black America. Princeton Architectural Press, Hudson 2018, ISBN 978-1-61689-706-2.